# Dr. Luke
Lukasz Gottwald (født 26. september 1973), bedre kendt som Dr. Luke, er en amerikansk sangskriver, producer og remixer. Luke optrådte med Saturday Night Live Bandet i ti sæsoner indtil 1997. Han var med til at skrive og producere en række kommercielt succesfulde sange. Han blev i 2009 udnævnt til at være en af de ti bedste producerer i årtiet af Billboard. Samme år fik han også prisen "Årets producer", samt "Årets sangskriver" til ASCAP Pop Music Awards. Sidstnævnte fik han også i både 2010 og 2011. Gottwald blev også kåret til "Årets Hot 100-sangskriver" og "Årets producer" af Billboard.

## Diskografi
| År   | Kunstner                                    | Album                                       | Detaljer |
| ---- | ------------------------------------------- | ------------------------------------------- | --- |
| 1999 | Black Star                                  |                                             | Producer, Remixer, "Respiration" (Dr. Luke Remix) |
| 2000 | KRS-One, Zack de la Rocha, The Last Emperor | Lyricist Lounge, Volume One                 | Remixer, "C.I.A. (Criminals in Action)" |
| 2001 | A. Skillz & Krafty Kuts                     | Tricka Technology                           | Producer, ("Come Alive") |
| 2001 | B. Rich                                     | 80 Dimes                                    | Producer, ("Nightmares") |
| 2002 | Kelly Osbourne                              | Shut Up                                     | Delt sangskriver ("Too Much of You") |
| 2002 | Mos Def                                     | We Are Hip-Hop, Me, You, Everybody          | Producer, remixer ("All My People (The Body Rock Party Break)") |
| 2003 | Nappy Roots                                 | Wooden Leather                              | Producer, ("These Walls") |
| 2004 | Kelly Clarkson                              | Breakaway                                   | Delt producer, delt sangskriver ("Since U Been Gone", "Behind These Hazel Eyes") |
| 2004 | Arrested Development                        | Among the Trees                             | Producer, ("Esmerelda") |
| 2005 | Backstreet Boys                             | Never Gone                                  | Delt producer, delt sangskriver ("Just Want You to Know", "Climbing The Walls") |
| 2005 | Marion Raven                                | Here I Am                                   | Delt producer, delt sangskriver ("Break You") |
| 2005 | The Veronicas                               | The Secret Life of...                       | Delt producer, delt sangskriver, ("4ever", "Everything I'm Not") Delt producer ("When It All Falls Apart")                                                                                              |
| 2005 | Bo Bice                                     | The Real Thing                              | Delt producer, delt sangskriver ("U Make Me Better", "Lie ... It's All Right") |
| 2005 | Ebony Eyez                                  | 7-Day Cycle                                 | Producer, ("Real Life") |
| 2006 | Pink                                        | I'm Not Dead                                | Delt producer, delt sangskriver ("Who Knew", "'Cuz I Can", "U + Ur Hand") |
| 2006 | Ashley Parker Angel                         | Soundtrack to Your Life                     | Delt producer, delt sangskriver ("Let U Go", "I'm Better") |
| 2006 | Paris Hilton                                | Paris                                       | Producer, delt sangskriver ("Nothing in This World") |
| 2006 | Kelis                                       | Kelis Was Here                              | Delt producer, delt sangskriver ("I Don't Think So") |
| 2006 | Jibbs                                       | Jibbs Featuring Jibbs                       | Producer, sangskriver ("Firr Az That Thang") |
| 2006 | Jeannie Ortega                              | No Place Like BKLYN                         | Producer, delt sangskriver ("Can U?") |
| 2006 | Lady Sovereign                              | Public Warning                              | Producer, delt sangskriver ("Love Me or Hate Me", "Those Were the Days") |
| 2006 | Daughtry                                    | Daughtry                                    | Delt sangskriver ("Feels Like Tonight") |
| 2007 | Avril Lavigne                               | The Best Damn Thing                         | Producer, delt sangskriver, ("Keep Holding On", "Girlfriend", "I Can Do Better", "I Don't Have to Try, "I Will Be", "Runaway", "Alone") Producer ("Hot")                                                |
| 2007 | Megan McCauley                              | Better Than Blood                           | Delt producer, delt sangskriver ("Tap That") |
| 2007 | Sugababes                                   | Change                                      | Producer, delt sangskriver ("About You Now", "Surprise (Goodbye)", "Open the Door") |
| 2007 | Santana                                     | Ultimate Santana                            | Delt producer ("This Boy's Fire") |
| 2007 | Leona Lewis                                 | Spirit                                      | Producer, delt sangskriver ("I Will Be") |
| 2007 | Miranda Cosgrove                            | iCarly                                      | Producer, delt sangskriver ("About You Now") |
| 2007 | Skye Sweetnam                               | Sound Soldier                               | Delt sangskriver ("Girl Like Me") |
| 2008 | Lil Mama                                    | VYP (Voice of the Young People)             | Producer, ("Broken Pieces") producer, delt sangskriver ("G-Slide (Tour Bus)") |
| 2008 | Katy Perry                                  | One of the Boys                             | Producer, delt sangskriver ("I Kissed a Girl", "Hot n Cold") |
| 2008 | Vanessa Hudgens                             | Identified                                  | Producer, delt sangskriver ("Identified", "First Bad Habit", "Don't Ask Why", "Amazed", "Set it Off")                                                                                                   |
| 2008 | Lesley Roy                                  | Unbeautiful                                 | Producer, delt sangskriver ("Slow Goodbye") |
| 2008 | Britney Spears                              | Circus                                      | Delt producer, delt sangskriver, ("Circus", "Shattered Glass") Producer, delt sangskriver ("Lace and Leather")                                                                                          |
| 2009 | Kelly Clarkson                              | All I Ever Wanted                           | Producer, delt sangskriver ("My Life Would Suck Without You") |
| 2009 | Flo Rida                                    | R.O.O.T.S.                                  | Producer, delt sangskriver, ("Right Round") Delt producer, delt sangskriver ("Touch Me") |
| 2009 | Lady Sovereign                              | Jigsaw                                      | Delt producer ("So Human", "Pennies") |
| 2009 | Ciara                                       | Fantasy Ride                                | Delt producer, delt sangskriver ("Tell Me What Your Name Is") |
| 2009 | Jordin Sparks                               | Battlefield                                 | Delt sangskriver ("Watch You Go") |
| 2009 | Pitbull                                     | Rebelution                                  | Delt producer ("Girls") |
| 2009 | Miley Cyrus                                 | The Time of Our Lives                       | Producer, delt sangskriver ("Party in the U.S.A.", "The Time of Our Lives") |
| 2009 | Weezer                                      | Raditude                                    | Producer, delt sangskriver, ("I'm Your Daddy"), delt sangskriver ("Get Me Some") |
| 2009 | Adam Lambert                                | For Your Entertainment                      | Producer, delt sangskriver ("For Your Entertainment") |
| 2010 | Ke$ha                                       | Animal                                      | Executive producer, producer, delt sangskriver ("Tik Tok", "Your Love Is My Drug", "Take It Off", "Kiss N Tell", "Hungover", "Blind", "Dancing with Tears in My Eyes", "Animal")                        |
| 2010 | Miranda Cosgrove                            | Sparks Fly                                  | Producer, delt sangskriver ("Kissin' U") |
| 2010 | Three 6 Mafia                               | Laws of Power                               | Producer, delt sangskriver ("Shots After Shots", "Go To Work") |
| 2010 | 3OH!3                                       | Streets of Gold                             | Producer, delt sangskriver ("My First Kiss", "Streets of Gold") |
| 2010 | B.o.B                                       | B.o.B Presents: The Adventures of Bobby Ray | Producer ("Magic") |
| 2010 | Lil Jon                                     | Crunk Rock                                  | Delt producer, delt sangskriver ("Hey") |
| 2010 | Katy Perry                                  | Teenage Dream                               | Delt producer, executive producer, delt sangskriver, drums, keyboards, programming ("Teenage Dream", "Last Friday Night (T.G.I.F.)", "California Gurls", "E.T.", "The One That Got Away", "Part of Me") |
| 2010 | Taio Cruz                                   | Rokstarr                                    | Delt producer ("Dynamite") |
| 2010 | Victoria Justice                            | Victorious                                  | Delt producer, delt sangskriver ("Make It Shine", "Leave It All to Shine") |
| 2010 | Ke$ha                                       | Cannibal                                    | Delt producer, delt sangskriver ("We R Who We R", "Sleazy", "Blow", "Crazy Beautiful Life", "Grow a Pear", "Animal (Billboard Remix)")                                                                  |
| 2010 | Flo Rida                                    | Only One Flo (Part 1)                       | Delt producer, delt sangskriver ("Who Dat Girl") |
| 2010 | T.I. Featuring Eminem                       | No Mercy                                    | Producer, delt sangskriver ("That's All She Wrote") |
| 2011 | Britney Spears                              | Femme Fatale                                | Delt producer ("Till the World Ends", "Hold It Against Me", "Inside Out", "Seal It with a Kiss", "Gasoline")                                                                                            |
| 2011 | Jessie J                                    | Who You Are                                 | Producer, delt sangskriver ("Abracadabra", "Price Tag") |
| 2011 | Pitbull                                     | Planet Pit                                  | Producer, Sangskriver ("Come N Go") |
| 2011 | Sabi                                        | Upcoming Debut Album                        | Producer, ("Wild Heart") |
| 2011 | Jessie J                                    | Who You Are (Platinum Edition)              | Producer ("Domino") |
| 2011 | Marina and the Diamonds                     | Electra Heart                               | Producer, ("Blackmail") |
| 2011 | Flo Rida                                    | Only One Rida (Part 2)                      | Delt producer ("Good Feeling") |
| 2011 | B.o.B                                       | Strange Clouds                              | Delt producer ("Strange Clouds") |
| 2011 | Taio Cruz                                   | TY.O                                        | Delt producer ("Hangover", "Make It Last Forever", "Tattoo") |
| 2011 | Rihanna                                     | Talk That Talk                              | Producer, sangskriver ("You Da One", "Where Have You Been", "Fool in Love") |
| 2011 | T-Pain                                      | rEVOLVEr                                    | Delt producer "Turn All The Lights On (feat. Ne-Yo)" |
| 2011 | Adam Lambert                                | Trespassing                                 | Producer, Delt sangskriver "Better Than I Know Myself" |